# Taigaporing
Taigaporing (Inonotopsis subiculosa) är en svampart som först beskrevs av Peck, och fick sitt nu gällande namn av Erast Parmasto 1973. Taigaporing ingår i släktet Inonotopsis och familjen Hymenochaetaceae.  Arten är reproducerande i Sverige. Inga underarter finns listade i Catalogue of Life.